# Мови Об'єднаних Арабських Еміратів

Розкладка клавіатури арабською мовою

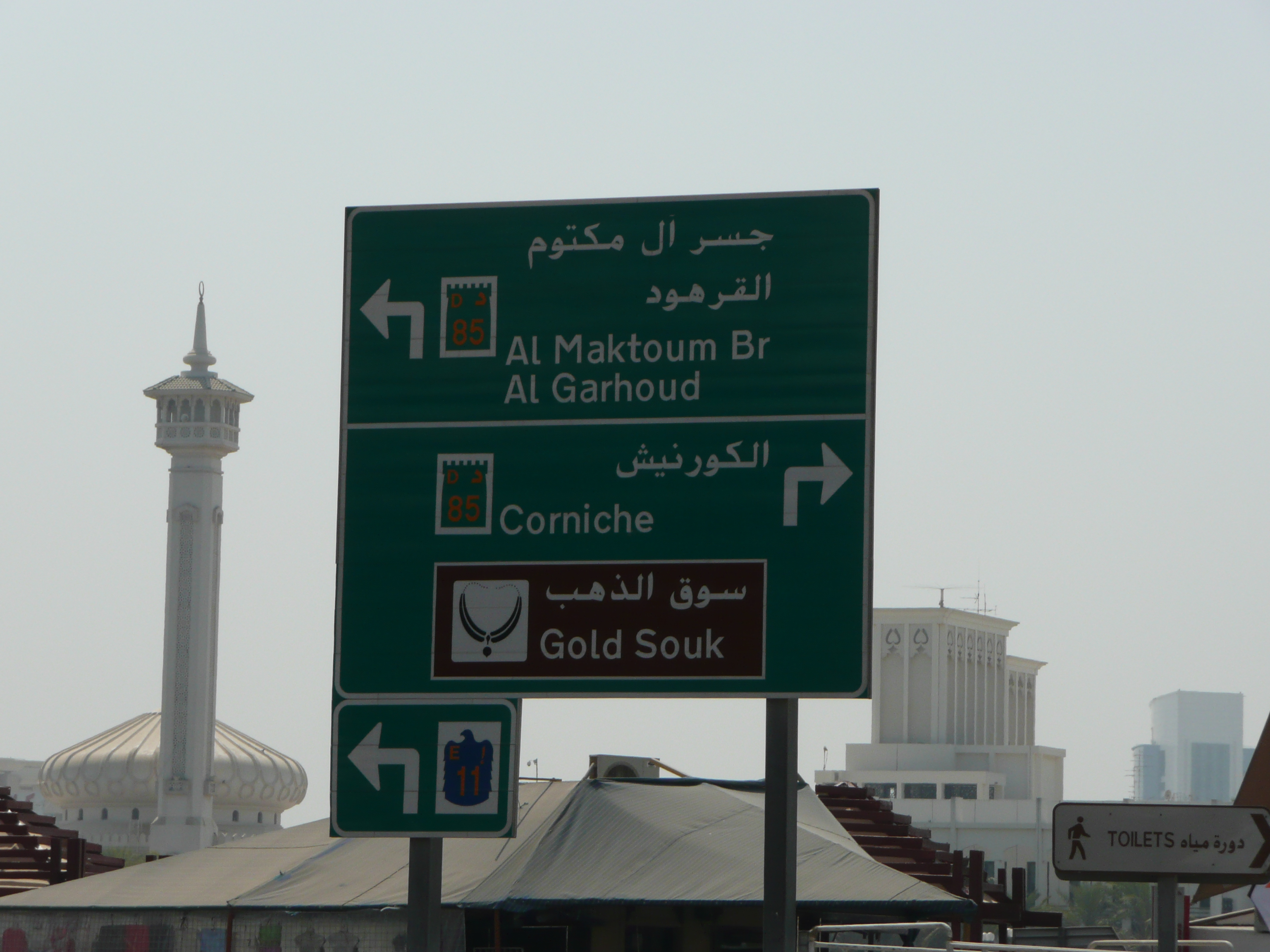
Дорожні знаки в Дубаї

Об'єднані Арабські Емірати є членом Ради співробітництва арабських держав Перської затоки. Її громадяни говорять арабською мовою на місцевому еміратському діалекті, подібному до діалектів інших держав Перської затоки, але стандартний діалект використовується в засобах масової інформації, освіті та офіційних та державних угодах.
Офіційною мовою Об'єднаних Арабських Еміратів є арабська. Англійська мова широко використовується у сфері бізнесу, ділового листування і як засіб міжнаціонального спілкування. Крім того, англійською продубльована більшість вивісок, інформаційних таблиць та дорожніх знаків. 85 % місцевих жителів, які мають громадянство ОАЕ, можуть чудово розмовляти англійською.
Об'єднані Арабські Емірати — член-спостерігач Міжнародної організації Франкофонія.
Через постійний потік іммігрантів із Південної та Південно-Східної Азії в країні поширені мови гінді, урду та фарсі. У країні широко розвинений туризм, тому більшість працівників сфери торгівлі, послуг, туристичного та готельного бізнесу володіють кількома іноземними мовами.

## Освіта
Система освіти в країні безкоштовна та універсальна для всіх, починаючи від дитячого садка до університету. Заняття в освітніх установах проводяться арабською та англійською мовами. У той же час останнім часом намічається стабільне зростання кількості учнів до вивчення азійських мов.
У 2019 році Об'єднані Арабські Емірати планують повернути обов'язковість вивчення французької мови у початковій школі
Також, у країні в зв'язку зі зростанням числа туристів і національних меншин перед співробітниками правоохоронних органів ставляться завдання вивчення додаткових іноземних мов: станом на початок 2010 року, англійською володіють 465 осіб, німецькою — 32, китайською — 23, російською — 19.